# Moderatto XV
Moderatto XV es el único álbum recopilatorio del grupo mexicano de rock Moderatto.
El álbum conmemora los 15 años de la banda con base en un álbum con los más grandes éxitos de su carrera como «Ya lo veía venir», esto incluye algunos clásicos del rock llevados al castellano, tales como «Eye of the tiger», y otras canciones populares de artistas latinos como «Amor prohibido» e «Isabel». Asimismo, tiene canciones que fueron presentadas con otros artistas: «Caperucita feroz» con la Orquesta Mondragón. y «Grito en la noche» con Alejandra Guzmán. El álbum incluye la canción «Autos, moda y rock & roll» la cual fue parte de la banda sonora de la película de Pixar Cars 2.
De este álbum, se desprende sólo un sencillo con videoclip: «Volviendo japonés» el cual es una versión en castellano de la canción de The Vapors «Turning japanese».

## Lista de canciones
| N.º | Título                                        | Duración |  |
| 1.  | «Muriendo lento» (con Belinda)                | 4:11     |  |
| 2.  | «Ya lo veía venir»                            | 3:46     |  |
| 3.  | «Sentimental»                                 | 3:33     |  |
| 4.  | «Amor prohibido»                              | 3:52     |  |
| 5.  | «Quemándome de amor»                          | 4:02     |  |
| 6.  | «Mil demonios»                                | 4:19     |  |
| 7.  | «Si mi delito es rockear»                     | 3:17     |  |
| 8.  | «No hay otra manera»                          | 3:37     |  |
| 9.  | «No podrás»                                   | 4:24     |  |
| 10. | «Entrégate»                                   | 3:32     |  |
| 11. | «Llamada de mi ex»                            | 3:45     |  |
| 12. | «Márchate ya»                                 | 3:59     |  |
| 13. | «Gracias»                                     | 3:51     |  |
| 14. | «Te hubieras ido antes»                       | 4:12     |  |
| 15. | «Isabel»                                      | 3:39     |  |
| 16. | «Un grito en la noche» (con Alejandra Guzmán) | 3:53     |  |
| 17. | «Jingle Bells»                                | 3:49     |  |
| 18. | «Zodiaco»                                     | 3:33     |  |
| 19. | «Autos, moda y rock & roll»                   | 3:07     |  |
| 20. | «El rey»                                      | 2:43     |  |
| 21. | «Suéltate el pelo»                            | 3:24     |  |
| 22. | «Ganador»                                     | 4:05     |  |
| 23. | «Eye of the tiger»                            | 5:02     |  |
| 24. | «40 y 20»                                     | 5:28     |  |
| 25. | «Yo no fui»                                   | 3:33     |  |
| 26. | «Los luchadores»                              | 2:40     |  |
| 27. | «Entre dos tierras»                           | 8:16     |  |
| 28. | «Caperucita feroz» (con Orquesta Mondragón)   | 2:49     |  |
| 29. | «Pólvora»                                     | 3:07     |  |
| 30. | «Piensas»                                     | 3:08     |  |
| 31. | «Volviendo japonés»                           | 3:23     |  |
| 32. | «A quien le importa»                          | 3:21     |  |
| 33. | «Voy a ganar»                                 | 3:20     |  |
| 34. | «Los hombres no deben llorar»                 | 3:03     |  |
| 35. | «El rock de Tin Tanova»                       | 4:26     |  |